# 沙米策爾湖

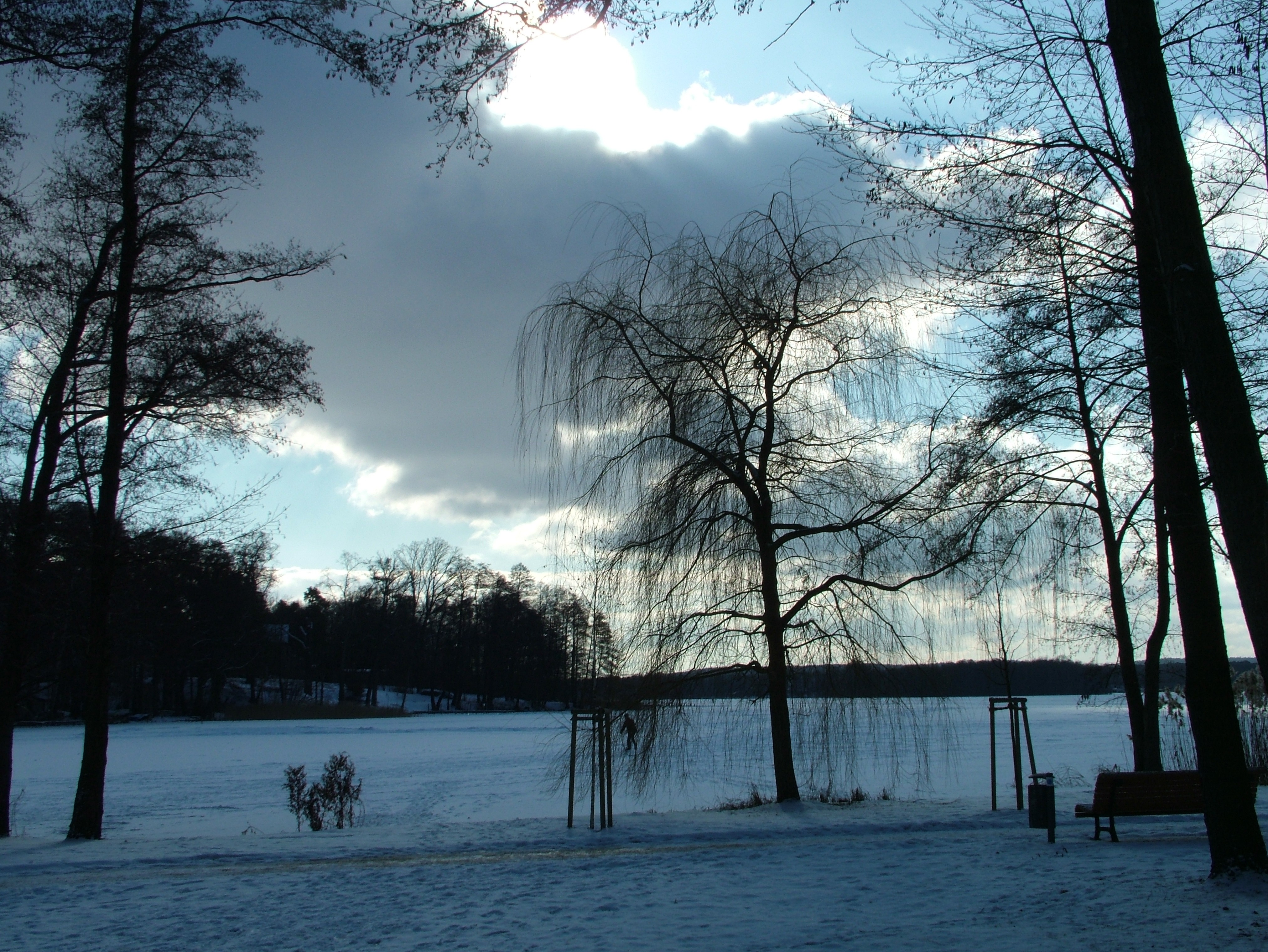

52°15′N 14°3′E / 52.250°N 14.050°E
沙米策爾湖（德語：Scharmützelsee），是德國的湖泊，位於該國东北部，由勃蘭登堡州負責管轄，處於奧得-施普雷縣，長10公里、寬1.5公里，面積12.1平方公里，海拔高度38米，平均水深8.8米，最大水深29米，水體容量1億823萬立方米。